# آشانگا
آشانگا (به صربی: Ašanja) یک روستا در صربستان است که در پچینتسی واقع شده‌است. آشانگا ۱٬۴۸۸ نفر جمعیت دارد.